# David Schindler (Ökonom)
David Schindler ist ein deutscher Ökonom und Hochschullehrer. Sein Fachgebiet ist die Verhaltensökonomik mit Anwendungen auf politikrelevante Fragestellungen. Schindler forscht als Associate Professor an der Tilburg University in den Niederlanden.

## Leben

### Ausbildung und berufliche Karriere
David Schindler studierte Volkswirtschaftslehre an der Universität zu Köln und der Ludwig-Maximilians-Universität München. 2012 begann er eine Promotion in München unter Betreuung von Martin Kocher, die er 2017 abschloss. Während der Promotion bekleidete er die Rolle des Laborleiters am MELESSA Labor. Nach einem einjährigen Forschungsaufenthalt an der Wharton School an der University of Pennsylvania, wurde er 2017 auf eine Assistenzprofessur in Tilburg berufen. Dort wurde er 2020 zum Associate Professor befördert.
Seit 2019 ist Schindler Mitglied des CESifo Netzwerks. Für seine Forschungsarbeiten wirb er Drittmittel ein von der Niederländischen Forschungsgemeinschaft (NWO). Seit 2024 hat er den Vorsitz des European Job Market for Economists Committee, einer Initiative der European Economic Association, der spanischen Ökonomenvereinigung und der Royal Economic Society aus dem Vereinigten Königreich.

### Forschung
David Schindlers Forschung beschäftigt sich mit verhaltensökonomischen Mustern in verschiedensten Entscheidungssituationen. Anders als viele andere Verhaltensökonomen betrachtet Schindler dabei oft Verhalten im realen Leben anstelle von Laborexperimenten. So zeigt er in seiner Arbeit beispielsweise die Effekte von Impulsivität auf Schusswaffenkäufe und Morde in den Vereinigten Staaten, sowie die Fähigkeit rassistische Einstellungen nachhaltig abzuschwächen.

### Persönliches
Schindler hat zwei Kinder und ist Eishockey-Fan.

## Professionelles Engagement
David Schindler engagiert sich für junge Nachwuchswissenschaftler und unterstützt insbesondere Doktoranden bei der Suche nach akademischen Stellen. Er verfasste den „Guide to the European Job Market“ und betreibt gemeinsam mit Chris Roth die Webseite EconGradAdvice, auf der nützliche Ratschläge für Nachwuchsforscher gesammelt werden. Seit 2022 organisiert David Schindler den „European Job Market Morning“ auf dem Jahrestreffen der European Economic Association um Doktoranden den Einstieg in den europäischen akademischen Arbeitsmarkt zu erleichtern. In seiner Rolle als Vorsitzender des European Job Market for Economists committee gestaltet Schindler maßgeblich die Rahmenbedingungen dieses Arbeitsmarktes mit.

## Auszeichnungen
David Schindler erhielt folgende Auszeichnungen, Preise und Ehrungen:
- 2017: Heinz-Sauermann-Preis
- 2021: Diligentia Preis für empirische Forschung
- 2024: Role Models in Economics Award der European Economic Association

## Veröffentlichungen (Auswahl)
- F. Englmaier, S. Grimm, D. Grothe, D. Schindler, S. Schudy: The Effect of Incentives in Nonroutine Analytical Team Tasks. In: Journal of Political Economy. Band 132, Nr. 8, 2024, 000-000.
- D. Schindler, M. Westcott: Shocking racial attitudes: black GIs in Europe. In: Review of Economic Studies. Band 88, Nr. 1, 2021, S. 489–520.
- M. G. Kocher, K. E. Lucks, D. Schindler: Unleashing animal spirits: Self-control and overpricing in experimental asset markets. In: Review of Financial Studies. Band 32, Nr. 6, 2019, S. 2149–2178.